# Сельцо
Сельцо́ (пол. siołko), или вес(ь) (wies) — обособленный мелкий хуторок, исторический тип населённого пункта в России (в Русском царстве и Российской империи) и Речи Посполитой, с XVI века — сельский населённый пункт без церкви, но хотя бы с одним двором землевладельца и рядом хозяйственных построек, иногда с часовней.
Кроме того, до революций 1917 года в России сельцом называли помещичий дом и несколько крестьянских изб, в которых проживала прислуга помещика. В знаменитом словаре В. И. Даля указано что Сельцо, селе́чко, вор. — деревня, селенье, особенно барское, более где барский дом, а Сели́шко, плохое село, однако с церковью, нередко уже упраздненное. Опустевшее, без жителей («неоселое», «пустое», «пустошь») сельцо носило название селище.

## В России

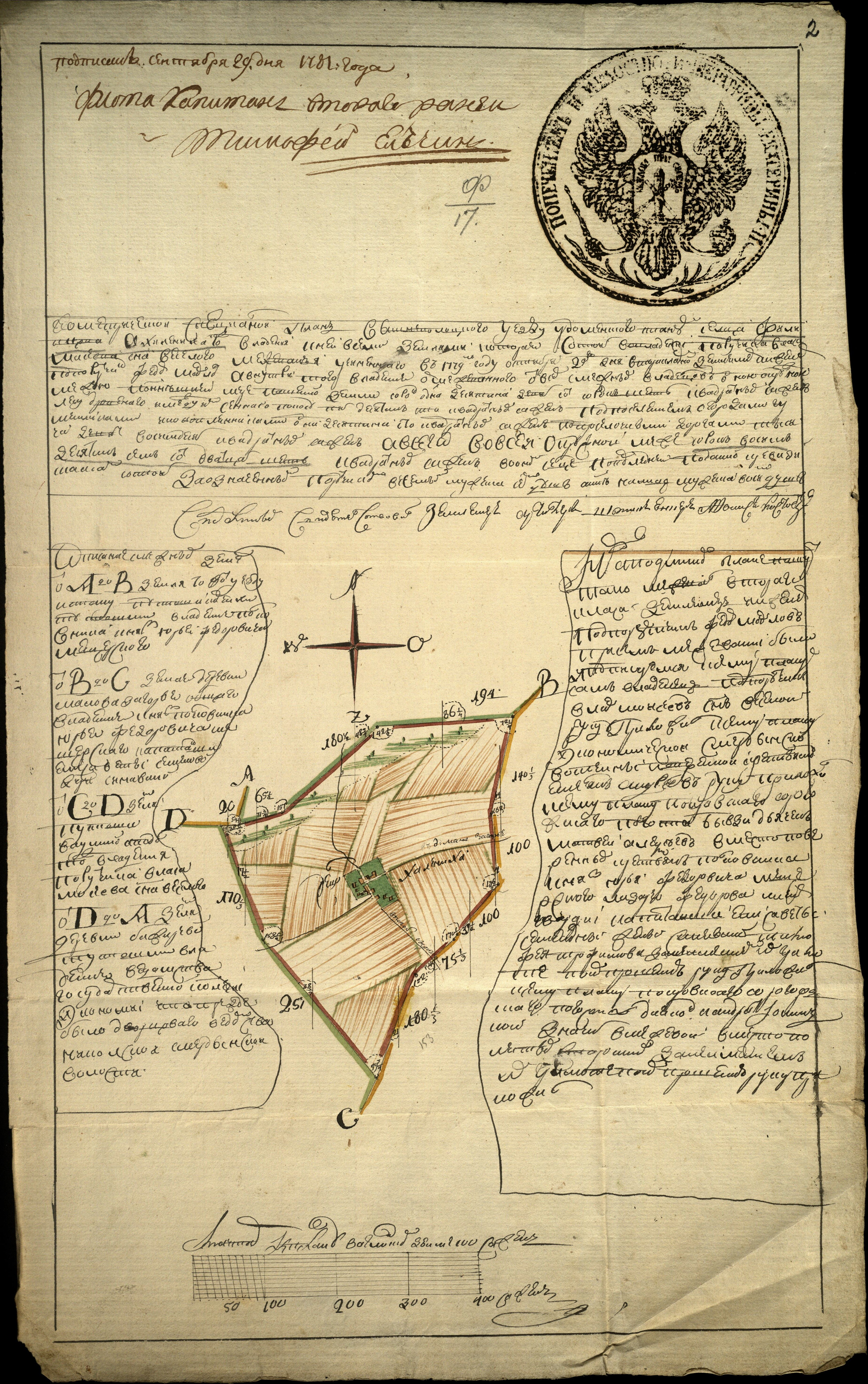
Геометрический специальный план селец Филипцово, Халениха Удомельского стана, владения поручика В. М. Веселаго в 1779 г., отца Е. В. Веселаго.

В Писцовой книге 1585—1586 годов записано в Черкизовскую вотчину царевича Иоана Иоановича (сына Иоана Васильевича «Грозного») «… пустошь, что было сельцо Машкино … да к тому ж сельцу припущены в пашню две пустоши: пустошь Пестово, да пустошь Горбуново …».
С XVII до начала XX века в России сельцом называлось небольшое сельское поселение без церкви (иногда с часовней), но хотя бы с одним помещичьим двором и несколькими крестьянскими избами, в которых, как правило, проживали прислуга и работники помещика, например Середниково. После возведения церкви сельцо обретало статус села.

## В Польско-литовской республике
В Великом княжестве Литовском сельцом назывался обособленный мелкий хуторок. Сельцо составляло непосредственное подразделение волости. В исторических актах сельцо чаще всего встречается в Смоленской земле, но немало указаний на него и в других областях Западной Руси.
Сельцо тянуло (платило дань), наравне с сёлами, непосредственно к господарским или панским дворам или же входило в общий состав волости: люди тяглые и служебные некоторых дворов господарских иногда жили исключительно мелкими посёлками, приписанными к дворам. Сельцо состояло весьма часто лишь из одного-двух дымов (редко до пяти дворищ, служб или жеребьёв) и было весьма малолюдно: в некоторых сельцах сидело всего по одному человеку, в других — по одной семье с братьей, в третьих — «дети» такого-то. С другой стороны, были старые сельца, где первичная семья, основательница сельца, разрасталась, и в одном сельце появлялось несколько дымов или изб, с жившими в них новыми семьями.
По различию повинностей, сельца называются в актах служебными, панцирными, щитными, конюшскими, тяглыми, посошинными, данными и тому подобное; указывается в актах также на то, что иногда целый ряд небольших селец несет сообща одну службу.
Сельца опустевшее, без жителей («неоселое», «пустое», «пустошь»), носило название селища. Сельцо становится «пустым», «пустошью», когда к нему нет «наследка», «отчича», который бы жил в нём и продолжал обрабатывать землю. Селище-пустошь является, когда жившая в нём крестьянская семья вымирает, или когда человек вольный, перехожий уходит из господарского или панского имения, или когда убегает «отчич»; в этих случаях сельцо становится «неоселым», земля лежит без обработки и превращается в селище-пустошь.
Впрочем, сельцо могло сделаться пустым селищем и без ухода крестьян в иную землю: при существовании лесной, переложной (лядинной) системы сельского хозяйства, занятая рольником лесная роспашь, или ляда, через несколько лет усиленной эксплуатации истощалась, и рольщик по необходимости оставлял своё сельцо и переходил на другое место, чтобы занять «новину»; во всех подобных случаях старая ляда и сельцо обращались в «лядище» и «селище», пока рольник снова не занимал старое своё селище, которое продолжало так называться и в последующее время.
Селищем становилось сельцо и в тех случаях, когда сам землевладелец переводил людей в другое место, их же селище занимал под двор. Селищем продолжала называться пустошь и после того, как она, путём данины господарской или по частной сделке владельца земли, снова заселялась, становилась «оселым» селищем. Иногда селище имело значение «приселка», иногда означало отдельные дворища и вообще поселки, тянувшие к господарскому замку в качестве его волости. Наконец, под селищами разумелись вообще крестьянские селитьбы, принадлежавшие к составу жалованных или купленных имений.